# Taurinya
Taurinya là một xã trong tỉnh Pyrénées-Orientales, vùng Occitanie phía nam nước Pháp. Xã Taurinya nằm ở khu vực có độ cao trung bình 584 mét trên mực nước biển.

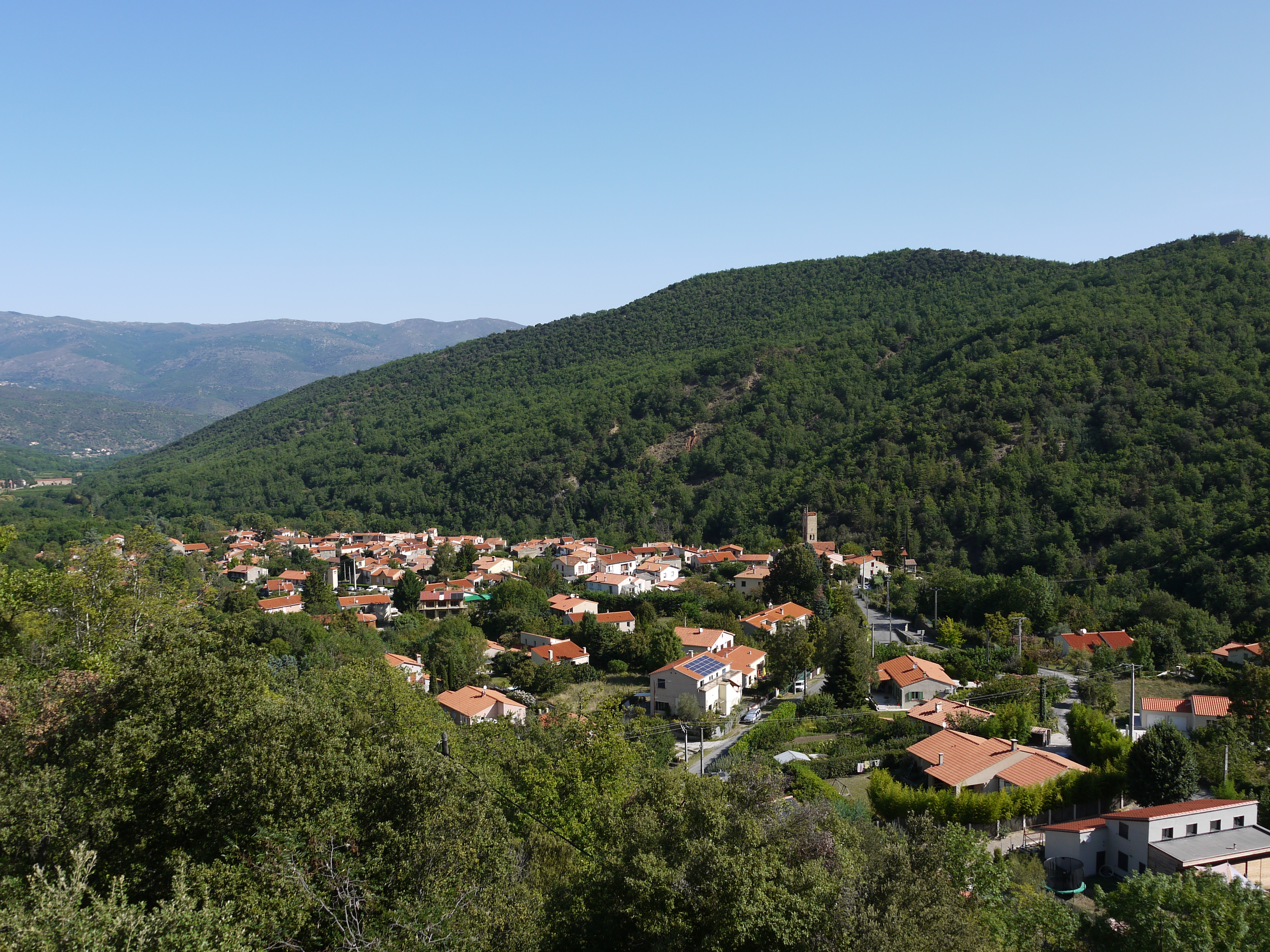
Taurinya